# Synagoge (Sisak)

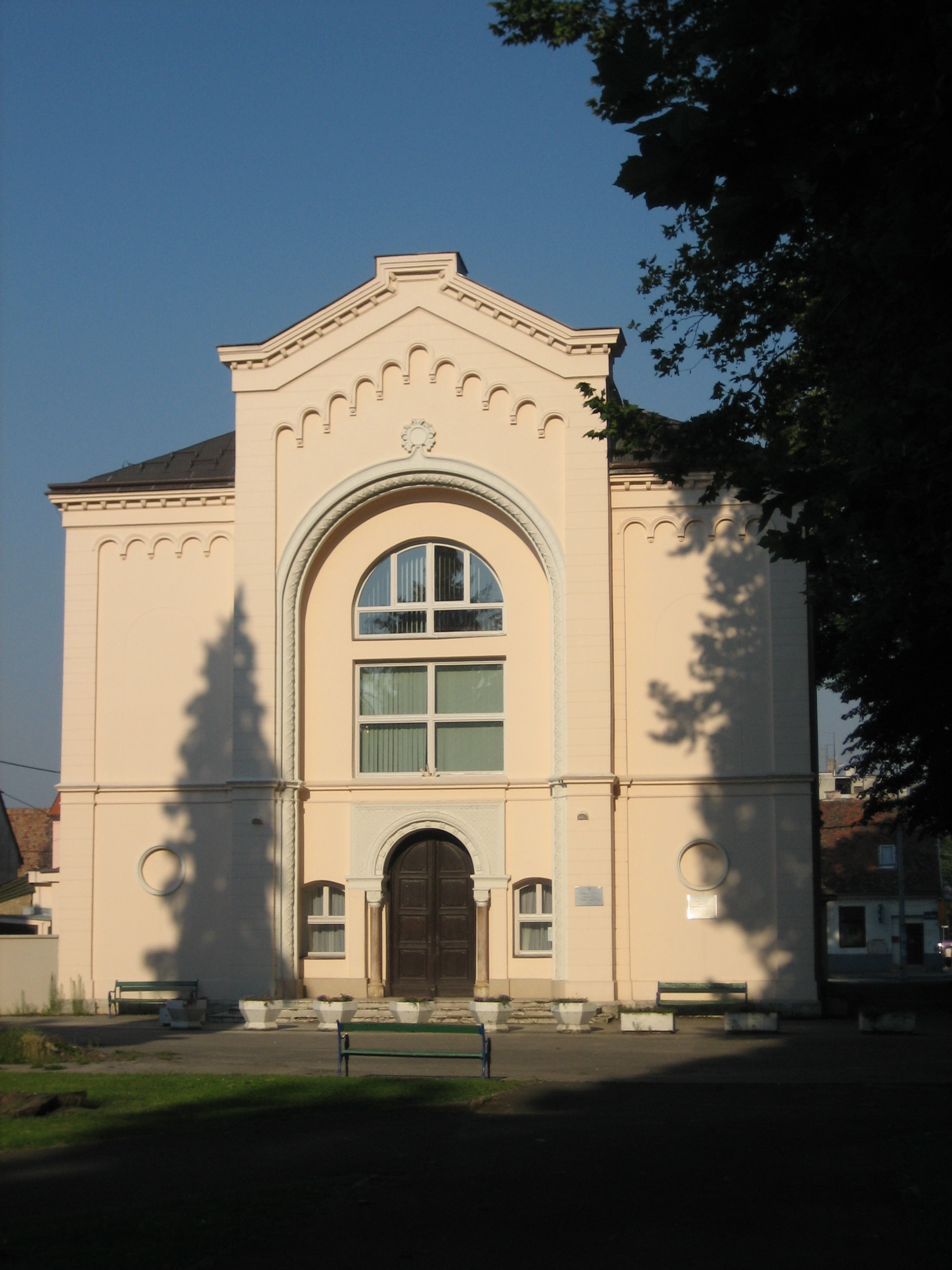
Synagoge in Sisak

Die Synagoge Sisak, einer kroatischen Stadt in der Gespanschaft Sisak-Moslavina, wurde 1880 errichtet. Während des Zweiten Weltkriegs wurde die Synagoge verwüstet. 
Im Gebäude befindet sich heute eine Musikschule.